# Nadir Hifi
Nadir Hifi (Strasburgo, 16 luglio 2002) è un cestista francese con cittadinanza algerina.

## Carriera

### Nazionale
Ha esordito con la nazionale francese il 26 febbraio 2024, nella partita di qualificazione all'Europeo 2025 vinta per 64-74 contro la Bosnia ed Erzegovina. Il 15 aprile 2025, Nadir Hifi è stato votato miglior giovane giocatore dell'Eurolega.

## Statistiche

### Eurolega
| Anno      | Squadra  | PG | PT | MP   | TC%  | 3P%  | TL%  | RP  | AP  | PRP | SP  | PP   |
| --------- | -------- | -- | -- | ---- | ---- | ---- | ---- | --- | --- | --- | --- | ---- |
| 2024-2025 | Paris    | 38 | 0  | 20,0 | 40,2 | 34,3 | 85,7 | 2,1 | 1,3 | 0,6 | 0,0 | 15,1 |
| Carriera  | Carriera | 38 | 0  | 20,0 | 40,2 | 34,3 | 85,7 | 2,1 | 1,3 | 0,6 | 0,0 | 15,1 |

### Eurocup
| Anno       | Squadra  | PG | PT | MP   | TC%  | 3P%  | TL%  | RP  | AP  | PRP | SP  | PP   |
| ---------- | -------- | -- | -- | ---- | ---- | ---- | ---- | --- | --- | --- | --- | ---- |
| 2023-2024† | Paris    | 23 | 0  | 22,0 | 46,0 | 36,4 | 92,1 | 1,7 | 2,4 | 0,8 | 0,0 | 16,6 |
| Carriera   | Carriera | 23 | 0  | 22,0 | 46,0 | 36,4 | 92,1 | 1,7 | 2,4 | 0,8 | 0,0 | 16,6 |

## Palmarès

### Squadra
- Coppa di Francia: 1

Paris: 2024-2025
- Leaders Cup: 1

Paris: 2024
- Eurocup: 1

Paris: 2023-2024

### Individuale
- All-Eurocup Second Team: 1

Paris: 2023-2024
- Euroleague Rising Star Trophy: 1

Paris: 2024-2025
- MVP Coppa di Francia: 1

Paris: 2024-2025